# Jaime Rabanal García
Jaime Rabanal García (La Robla, provincia de León, 25 de mayo de 1952) es un político y economista español.

## Biografía
Licenciado en Económicas por la Universidad de Santiago de Compostela y especialista en dirección estratégica, ha sido gerente del Hospital General Princesa Sofía de León y profesor de la Universidad de León.
Ha sido director general de Presupuesto y Patrimonio de la Consejería de Hacienda del Gobierno de Asturias desde junio de 1999 hasta agosto de 2000, momento en que pasa a ser titular de la citada Consejería en sustitución de Elena Carantoña. Entre 2003 y 2007, fue Consejero de Economía y Administraciones Públicas; y posteriormente, entre 2007 y 2011, Consejero de Economía y Asuntos Europeos primero, y Consejero de Economía y Hacienda después. Todo ello siendo presidente Vicente Álvarez Areces (PSOE).
En 2018 se incorporó al consejo de administración de Medicina Asturiana, S. A., empresa propietaria del Centro Médico de Asturias.